# Cykelkärra

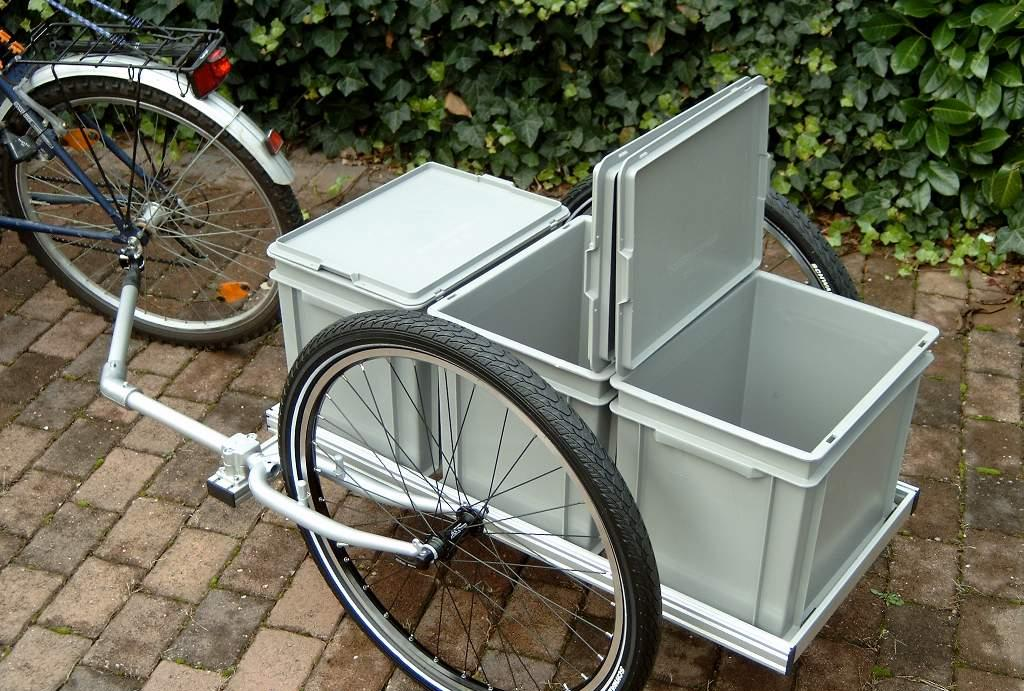
Cykelkärra

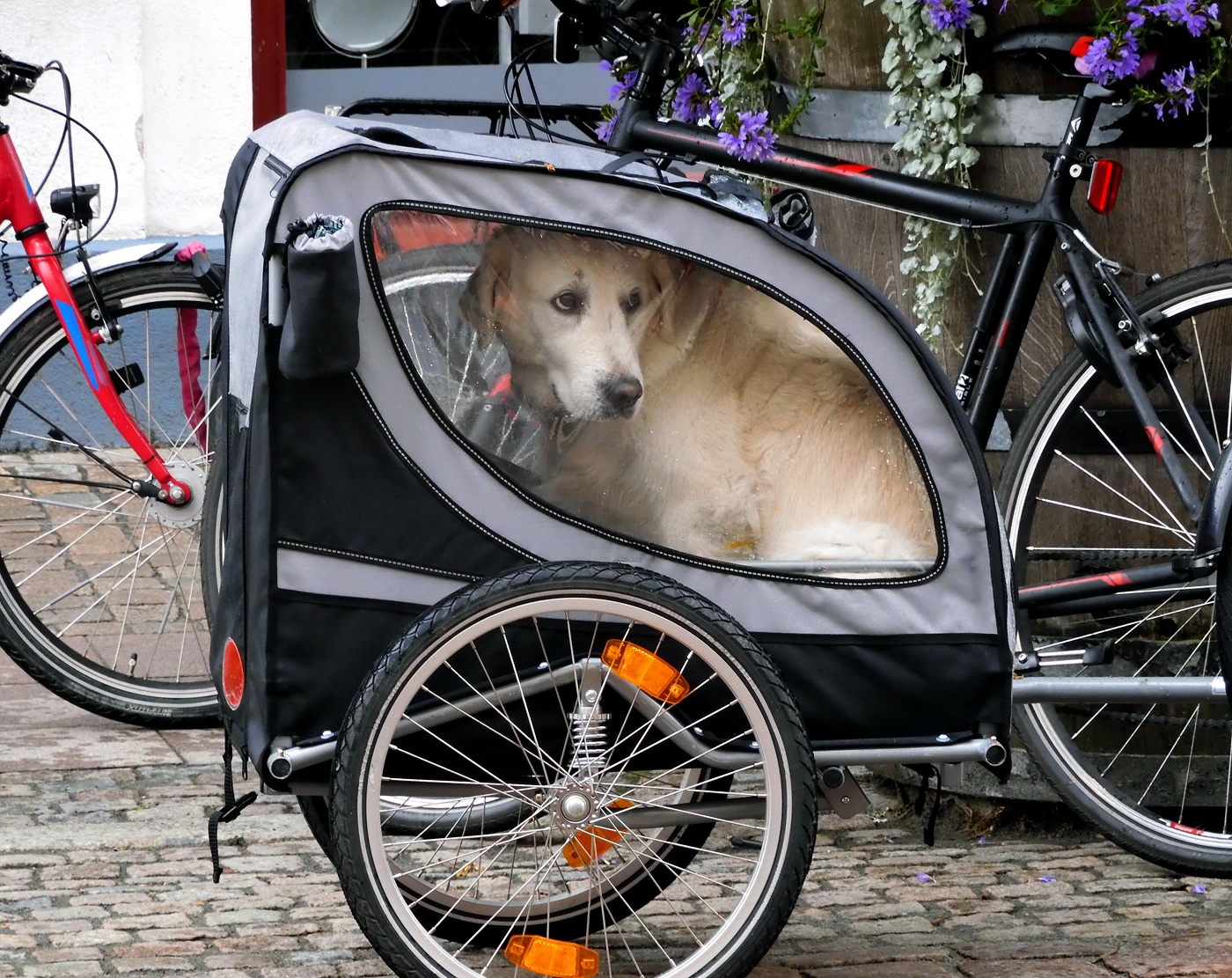
En släpvagn av typen cykelkärra för transport av hund.

Cykelkärra är ett fordon som är avsett att dras av en moped klass II eller en cykel och som inte är en sidvagn. En tillkopplad cykelkärra anses inte som ett särskilt fordon. Definitionen av cykelkärra finns i Sverige i lagen (2001:559) om vägtrafikdefinitioner.